# Orto botanico di Napoli
L'Orto botanico di Napoli, conosciuto anche come Real orto botanico, è una struttura dell'Università Federico II, che fa parte della Facoltà di Scienze Matematiche, Fisiche e Naturali; ha una estensione di 12 ettari e ospita circa 9000 specie vegetali e quasi 25000 esemplari. Si trova in via Foria, vicino al Real Albergo dei Poveri.

## Storia

### Dalla fondazione al secondo dopoguerra
Fondato il 28 dicembre 1807 con decreto di Giuseppe Bonaparte, l'orto botanico fu costruito su alcuni terreni precedentemente appartenuti ai Religiosi di Santa Maria della Pace e all'Ospedale della Cava. In realtà il progetto fu inizialmente avallato dal re Ferdinando IV, attraverso l'intercessione di Giuseppe Beccadelli di Bologna che nel 1776 ottenne dal sovrano un finanziamento; la Rivoluzione Napoletana del 1799 tuttavia ne rese impossibile la realizzazione.

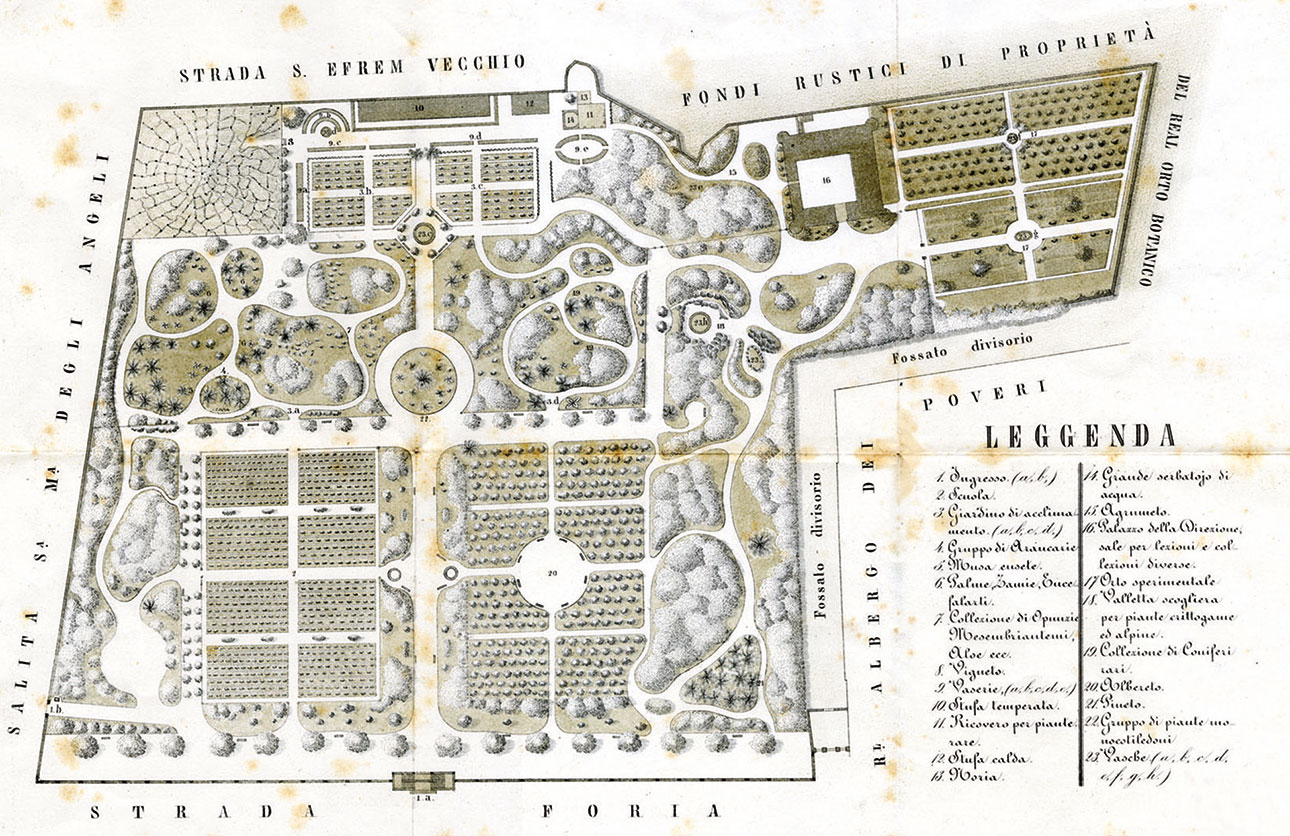
Antica mappa dell'Orto botanico di Napoli.

Il progetto venne portato avanti da due architetti. Il primo, Giuliano de Fazio, è autore della facciata monumentale e del viale a essa perpendicolare, della stufa temperata, e del viale che porta al Castello. La parte inferiore è invece opera di Gaspare Maria Paoletti.
Con l'articolo 1 del decreto 25 marzo 1810 furono espropriati i terreni circostanti il Real Albergo dei Poveri, allora appartenenti ai Religiosi di Santa Maria della Pace e all'Ospedale della Cava, già identificati in epoca borbonica come area idonea per la creazione del Real Orto Botanico.
Lo stesso articolo definiva gli obiettivi fondanti della nuova struttura, destinata all'istruzione del pubblico e alla moltiplicazione delle "spezie utili alla salute, all’agricoltura e all'industria". Questi principi rivelano chiaramente l'innovazione che caratterizzava il progetto, ponendo le basi per un Orto botanico che si sarebbe distinto sin dalle origini per la pluralità delle sue funzioni e per la varietà del suo patrimonio vegetale.
Tra le opere attribuite a De Fazio si annovera la Stufa temperata in stile neoclassico, che richiama l'estetica delle Orangerie del XVIII secolo. Questa struttura era utilizzata per proteggere gli agrumi durante la stagione invernale. La parte inferiore del Real Orto Botanico, invece, fu progettata da Paoletti, che contribuì a delinearne l’assetto architettonico.

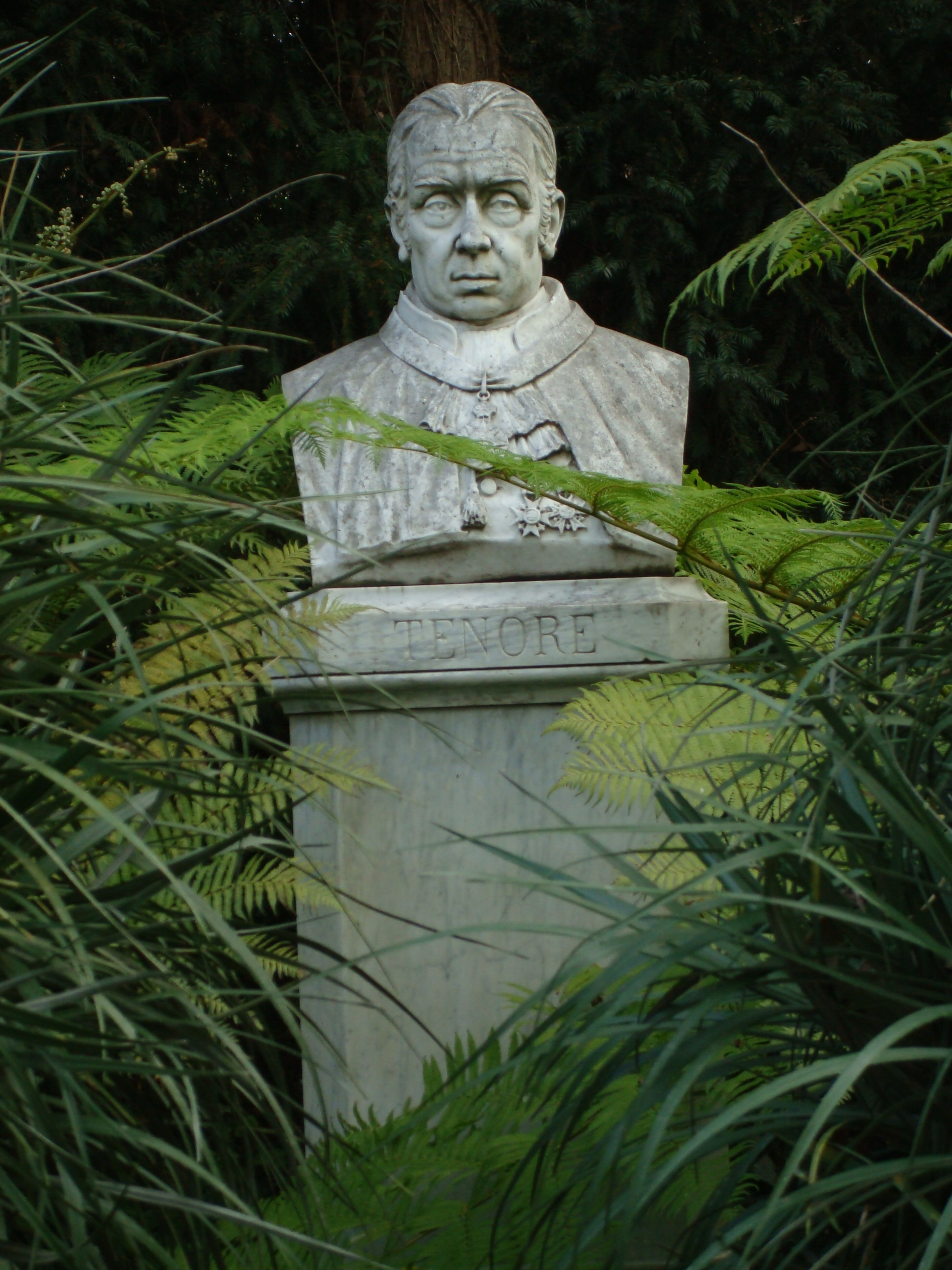
Busto di Michele Tenore all'interno dell'orto

Il primo direttore dell'Orto, che aprì i battenti nel 1811, fu l'insigne botanico di origini abruzzesi Michele Tenore (nominato il 25 marzo 1810 con un decreto).
Questi aveva compiuto gli studi medici sotto Vincenzo Petagna, ereditando dal suo maestro la passione per la Botanica, che considerava non una branca della medicina, ma una scienza autonoma. Fu proprio tale concezione della Botanica che portò Tenore ad organizzare scientificamente l'Orto in modo del tutto nuovo rispetto ai precedenti Giardini dei semplici nati a Napoli.
Tenore mantenne la direzione dell’Orto botanico fino al 1860 e, nel corso dei cinquant’anni del suo mandato, incrementò notevolmente le collezioni vegetali, portando il numero delle specie coltivate a circa 9.000. Tra i suoi principali contributi si distingue lo studio approfondito della flora del Regno di Napoli. Tenore si dedicò inoltre a stabilire e consolidare relazioni con le più importanti istituzioni botaniche europee, promuovendo la reputazione dell'Orto botanico al di fuori dei confini nazionali.
Durante il periodo della sua direzione, l'Orto fu un vivace centro di attività, che comprendevano la ricerca scientifica, la coltivazione di specie di interesse medicinale, l’attività didattica, la progettazione dei Siti Reali borbonici e la raccolta, moltiplicazione e diffusione di piante esotiche. Queste ultime venivano acclimatate principalmente all’interno della Stufa temperata e, a partire dal 1818, anche nella nuova Stufa calda costruita in affiancamento alla prima.
Un'analisi dettagliata della figura di Tenore e del suo operato è stata realizzata da Valerio Giacomini in un articolo pubblicato nel 1962 sulla rivista ufficiale dell'Istituto e dell'Orto Botanico di Napoli, in occasione del centenario della morte dello studioso.
Guglielmo Gasparrini, entrato in carica nel 1861, proseguì nel miglioramento dell'Orto, risistemando alcune aree che versavano in cattive condizioni e creando un'area destinata ad accogliere piante alpine. Durante la sua gestione fu costruita anche una nuova serra riscaldata (che andava a sostituire la precedente, costruita nel 1818, detta Stufa calda). Egli diede molta importanza anche al Museo botanico.

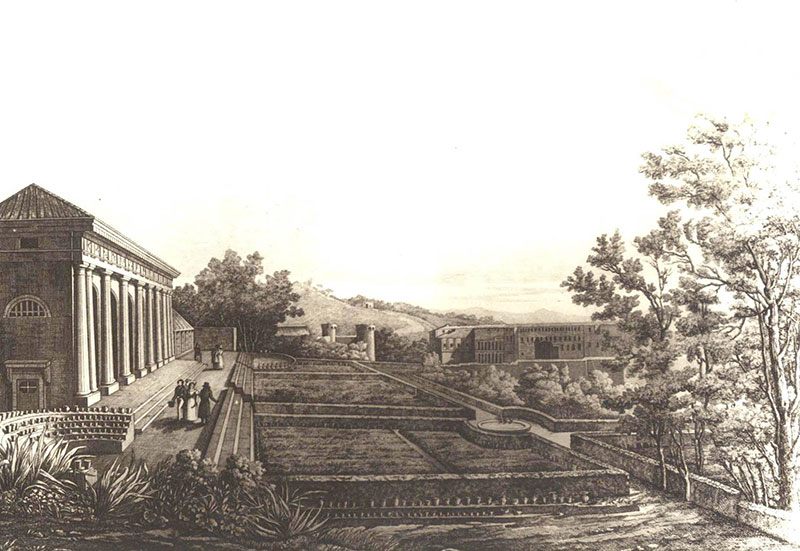
Veduta della Serra Monumentale, oggi Serra Merola, dell'Orto botanico di Napoli. Incisione su rame, attribuita a Giacinto Gigante.

Nel 1868, due anni dopo la morte di Gasparrini, gli subentrò Vincenzo Cesati, in carica fino all'anno della sua morte, il 1883. A succedergli fu Giuseppe Antonio Pasquale, che era già stato direttore ad interim dopo il 1866 e che rimase in carica per dieci anni fino alla sua morte. Durante la sua direzione, Pasquale riuscì ad impedire la realizzazione di un progetto che prevedeva la costruzione di nuove sedi di Istituti universitari nell’area su cui si estendeva l’Orto Botanico. Il suo successore, Federico Delpino, ebbe molte difficoltà a mantenere intatto il prestigio dell'Orto. Infatti, il suo mandato (1893-1905), fu caratterizzato da notevoli difficoltà economiche.

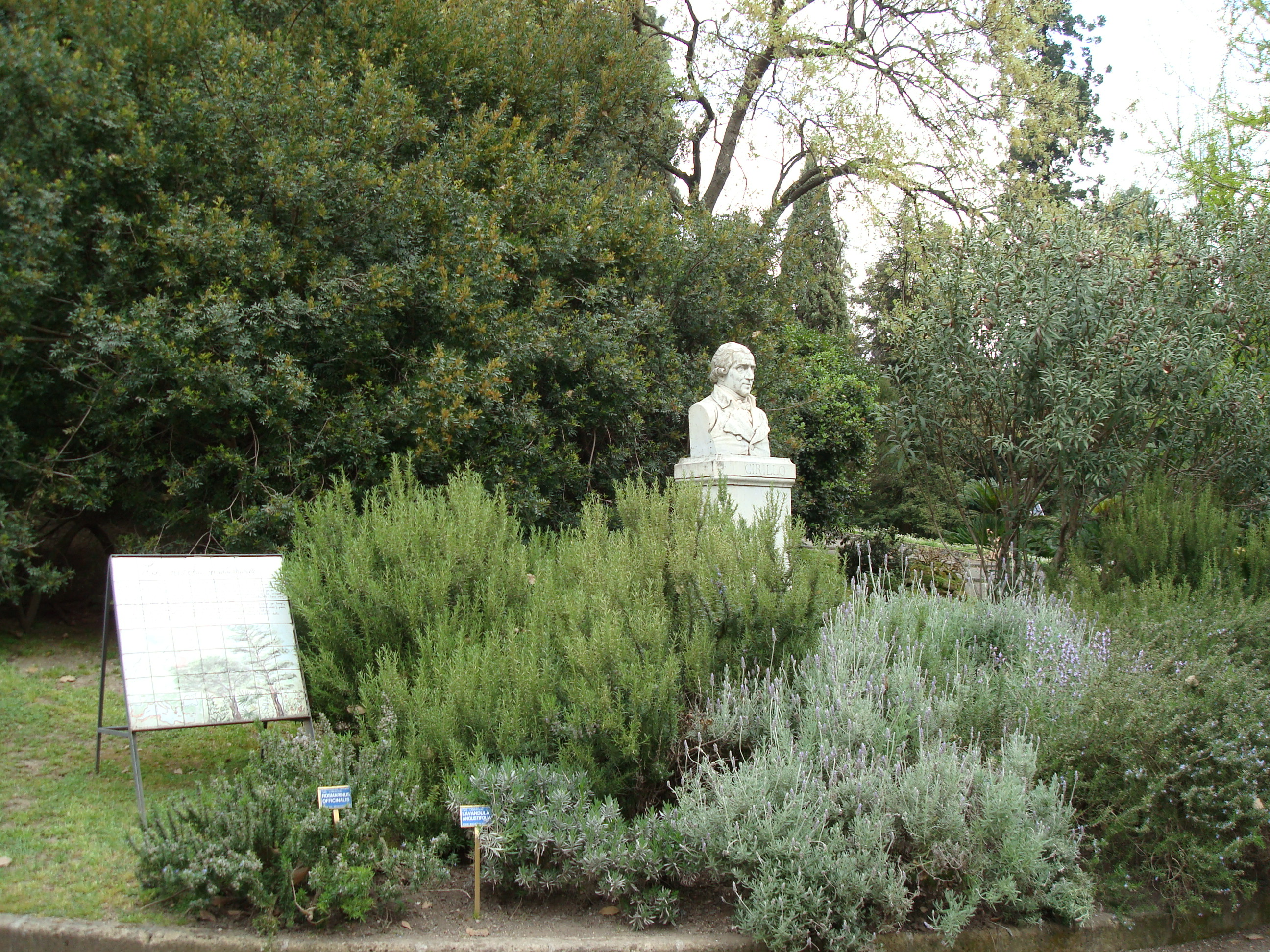
Visuale dell'orto con busto di Domenico Cirillo

Il rilancio doveva essere, quindi, l'obiettivo di Fridiano Cavara, succedutogli nel 1906. Non solo restaurò alcune strutture e aumentò l'entità delle collezioni ma, soprattutto, istituì la Stazione sperimentale per le piante officinali (in seguito diventata Sezione, inizialmente non facente parte della struttura in senso istituzionale, aggregata ad esso solo negli anni settanta) e diede il via alla costruzione di una struttura destinata a diventare la nuova sede dell'Istituto. Nel 1930 fu sostituito da Biagio Longo, che ne continuò l'opera di riqualificazione. Sotto la sua direzione, sede dell'Istituto divenne la struttura voluta da Cavara. Nel 1940 vi fu un appuntamento importante, cioè una riunione della Società Botanica Italiana alla Mostra d'Oltremare.
Devastazioni dovute ai bombardamenti, sottrazione di ferro per uso militare, l'arrivo di parte della popolazione in fuga e la decisione di mettere a coltura porzioni dell'Orto per coltivare beni di prima necessità, la conversione di alcune aree della struttura a scopi militari, oltre la trasformazione di una parte della struttura in campo sportivo da calcio, ospitante le partite del Napoli: queste furono le conseguenze della Seconda guerra mondiale sulla vita dell'Orto botanico di Napoli.

### Dal secondo dopoguerra
Giuseppe Catalano, successore di Longo, fu il primo direttore nominato nel secondo dopoguerra. L'incarico, affidatogli nel 1948, si incentrava in particolar modo sulla ristrutturazione dell'Orto, accompagnata ad un arricchimento per quel che riguarda gli strumenti a disposizione dei botanici e dalla trasformazione della "valletta", voluta da Gasparrini, in quello che nel XXI secolo è il filicetum. Sulla stessa falsariga si mosse Valerio Giacomini, entrato in carica nel 1959.

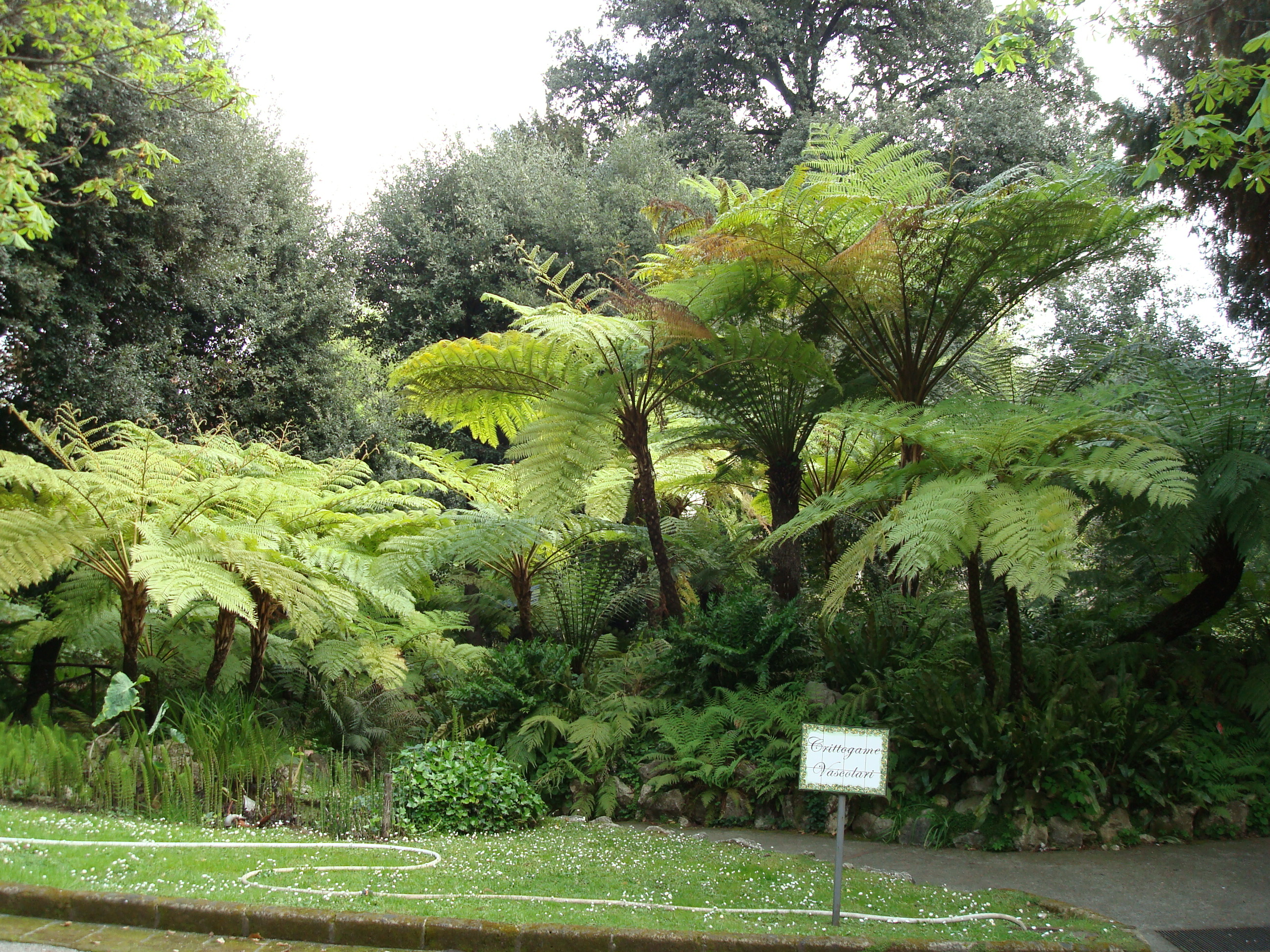
Interno dell'orto

Nel 1963 inizia un periodo considerato molto importante per la storia dell'Orto. Diviene infatti direttore Aldo Merola. Sotto la sua direzione, l'Orto acquisì, nel 1967, l'autonomia economica ed amministrativa, il che rese possibile ottenere finanziamenti straordinari per migliorare la struttura: vennero realizzate varie serre (per un totale di 5000 m²), un impianto di riscaldamento e una rete di distribuzione idrica. Grande importanza ebbe l'opera "politica" di Merola, che cercò di ottenere aiuti a livello legislativo (come la creazione di un ruolo professionale specifico ad alta specializzazione: il giardiniere degli orti botanici). Le coltivazioni furono molto arricchite, soprattutto grazie all'opera di Luigi Califano. Furono nuovamente riattivati i rapporti con i principali Orti europei e grande importanza fu data al ruolo didattico della struttura. Uno dei segni più visibili, comunque, dell'opera meroliana è la ridisposizione delle aree secondo due criteri: quello sistematico e quello ecologico.
Il terremoto del 23 novembre 1980 colpì fortemente l'orto botanico, durante il periodo di direzione ad interim di Giuseppe Caputo. Ancora una volta la struttura divenne rifugio per la popolazione. Nel 1981 divenne direttore Paolo De Luca, al quale toccò iniziare l'opera di ricostruzione. 
Alla fine del 1981, Giuseppe Caputo assunse la direzione dell'Istituto di Botanica, mentre Paolo De Luca venne nominato direttore dell'Orto botanico. Gli interventi di riparazione dei danni provocati dal terremoto furono realizzati grazie ai fondi stanziati dal governo per la ricostruzione delle aree colpite dal sisma. Il Castello, gravemente danneggiato dal terremoto, fu completamente restaurato. Anche la facciata principale, lunga oltre 200 metri, e la Serra monumentale, attualmente intitolata ad Aldo Merola, beneficiarono di interventi di restauro finanziati dalla Soprintendenza ai Monumenti.
Il complesso delle nuove serre, già dedicato a Luigi Califano durante la direzione di Merola, fu migliorato mediante l’installazione di sistemi di riscaldamento e umidificazione, mentre le piccole serre operative furono interamente rinnovate. Gli spogliatoi destinati ai giardinieri, che versavano in condizioni precarie, furono ricostruiti ex novo e dotati di impianti di riscaldamento. Con il completamento della rete idrica, ogni area dell'Orto botanico divenne accessibile all’acqua proveniente dal pozzo artesiano.
Le collezioni furono ulteriormente ampliate grazie all’acquisto di nuovi esemplari e alla raccolta di piante direttamente in natura. Zone che Merola non aveva avuto modo di bonificare vennero liberate dalla vegetazione infestante e risistemate. Fu inoltre recuperata un'area in precedenza abbandonata, che ospitava la Stazione sperimentale, oggi ridenominata Sezione sperimentale delle Piante Officinali. L'agrumeto, ormai ridotto a pochi esemplari della collezione originaria risalente alla metà del XIX secolo, venne arricchito con numerose nuove specie appartenenti al genere Citrus e ad altri generi affini.
Oltre alle aree espositive già create da Merola, venne aggiunta una nuova sezione dedicata alla macchia mediterranea, contenente una selezione di piante rappresentative di questa particolare associazione vegetale. Altre aree allestite sotto la guida di Paolo De Luca includono uno spazio pensato per i non vedenti, un'area dedicata alle piante bibliche, un giardino cromo-sensoriale, una sezione dedicata ai progenitori delle piante da frutto edibili e una zona riservata alle piante legate alle Amadriadi.
De Luca supervisionò inoltre la costruzione di una nuova serra tropicale, ispirata allo stile dell'antica serra riscaldata ormai dismessa, in cui venne ricreato l’habitat tipico delle coste atlantiche messicane.
Dal novembre 2014 Paolo Caputo è Direttore dell'Orto Botanico.

### Cronologia dei Prefetti
- 1810-1860: Michele Tenore[12]
- 1860: Vincenzo Tenore[5]
- 1861-1866: Guglielmo Gasparrini[5]
- 1866-1868: Giuseppe Antonio Pasquale[13]
- 1868-1882: Vincenzo Cesati[13]
- 1883: Gaetano Licopoli
- 1883-1893: Giuseppe Antonio Pasquale[13]
- 1894-1905: Federico Delpino[7]
- 1905-1906: Arnaldo Piutti[7]
- 1906-1929: Fridiano Cavara[7]
- 1930-1947: Biagio Longo[8]
- 1947-1959: Giuseppe Catalano[8]
- 1959-1962: Valerio Giacomini[11]
- 1962-1980: Aldo Merola[11]
- 1980-1981: Giuseppe Caputo[11]
- 1981-2014: Paolo De Luca[11]
- 2014-oggi: Paolo Caputo[14]

## Aree

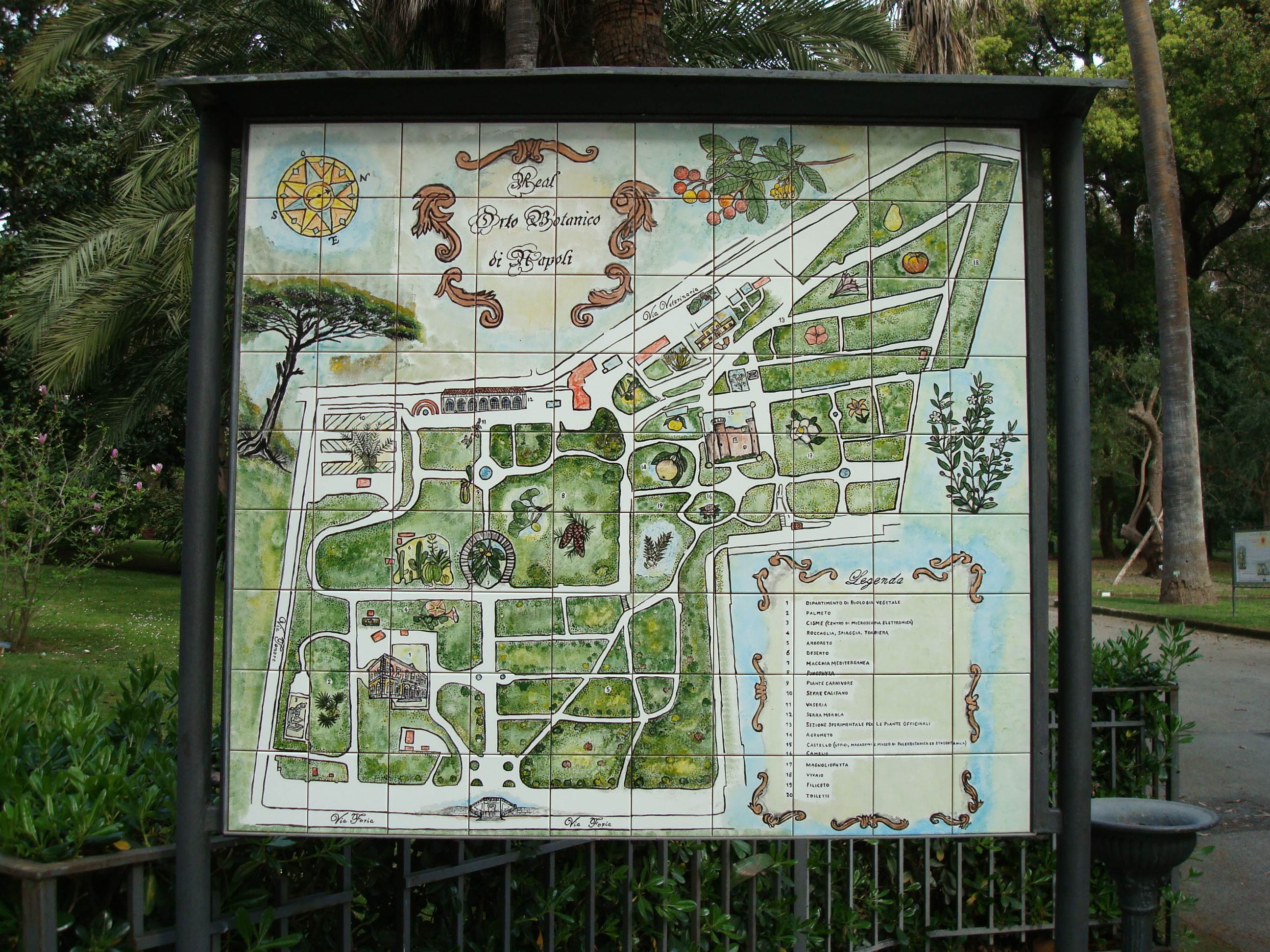
Mappa dell'orto

Le aree espositive sono disposte secondo tre criteri. Quello sistematico, quello ecologico e quello etnobotanico.
Fanno parte dell'area disposta secondo il criterio sistematico le seguenti zone:
- l'area delle Pinophyta;
- il filiceto, destinato alla coltivazione di felci e piante affini;
- il palmeto;
- l'area delle Magnoliophyta
- l'agrumeto;

e altre piccole zone dedicate a singole specie.
Secondo il criterio ecologico, troviamo le aree denominate:
- deserto, area destinata ad accogliere le piante succulente;
- spiaggia, che vede coltivate le piante più diffuse, appunto, sulle spiagge italiane;
- torbiera, nella quale vengono coltivate le Cyperaceae;
- roccaglia, destinata all'esposizione di specie tipiche delle zone calcaree degli Appennini;
- macchia mediterranea

oltre alle vasche per la coltivazione delle idrofite.
Nella serra tropicale ubicata accanto alla serra Merola è stato riprodotto un mangrovieto con esemplari delle specie Rhizophora mangle, Avicennia nitida, Laguncularia racemosa e Conocarpus erectus.
Infine, l'area etnobotanica è la Sezione sperimentale delle piante officinali.

### Castello ed altre strutture
- Il Castello, edificio creato tra il XVI e il XVII secolo. Per molto tempo ha ospitato l'Istituto di botanica, il laboratorio, la biblioteca, l'erbario e il museo; in seguito è diventata la sede delle attività amministrative e tecniche, oltre che del museo di paleobotanica ed etnobotanica.
- L'edificio della Sezione sperimentale delle piante officinali, nel quale sono custoditi semi di molte piante utili e vengono riconosciuti, essiccati e conservati altri tipi di esemplari vegetali.
- Il C.I.S.M.E. (Centro Interdipartimentale di Servizio per la Microscopia Elettronica).
- Dipartimento di Biologia Vegetale della Facoltà di Scienze Matematiche Fisiche e Naturali dell'Università di Napoli.

Ricerca

### Serre
Le aree delle serre dell'Orto sono le seguenti:

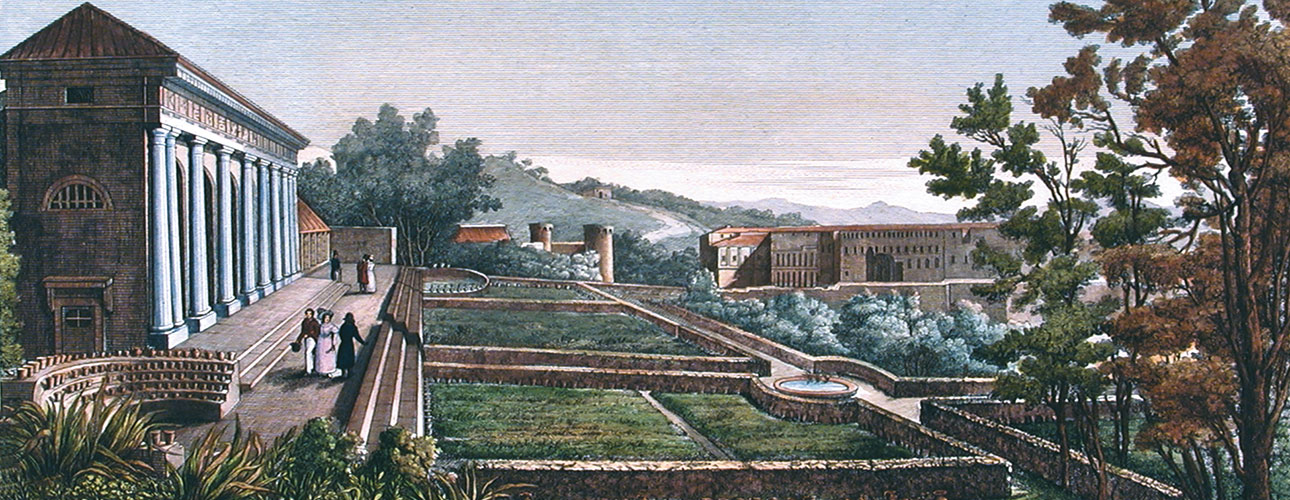
Veduta della Serra Merola (già Serra monumentale) nel XIX secolo.

- la Serra Merola, inizialmente conosciuta come Stufa temperata e Serra monumentale:
- le Serre Califano;
- le serre di riproduzione e moltiplicazione.

## Ricerca
Presso l'Orto vengono svolte una vasta gamma di attività che vanno oltre la coltivazione e la presentazione a fini museologici delle sue preziose collezioni. 
L'orto ospita manifestazioni artistiche e culturali, contribuendo alla vita culturale della città. 
Tuttavia, la sua missione principale riguarda la ricerca, la didattica e la conservazione delle specie vegetali, in particolare quelle rare o a rischio di estinzione.
L'attività di ricerca condotta si concentra sulla morfologia delle piante, con particolare attenzione a gruppi specifici come le cycadales e le orchidaceae. Inoltre, vengono condotte indagini etnobotaniche presso comunità rurali dell'Italia meridionale e centrale e vengono analizzati fossili vegetali provenienti dai siti geologici della Regione. Le collezioni dell'orto rappresentano una risorsa inestimabile per la ricerca, messa a disposizione dei docenti del Dipartimento delle Scienze Biologiche per approfondire le conoscenze nel campo della biologia vegetale.